# Meme Busietta
Carmelo L. „Meme” Busietta (ur. 10 sierpnia 1902, zm. 17 lipca 1983) – maltański piłkarz wodny, olimpijczyk. Jego bratem był Victor, również olimpijczyk z Amsterdamu.
W 1928 roku wystąpił wraz z drużyną na igrzyskach olimpijskich w Amsterdamie (były to jego jedyne igrzyska olimpijskie). Podczas tego turnieju zagrał w trzech spotkaniach. W 1/8 finału zagrał przeciwko reprezentacji Luksemburga (pierwsze spotkanie Malty na igrzyskach). Maltańczycy wygrali ten pojedynek 3–1. Dwa następne mecze Maltańczycy wysoko przegrali i nie zdobyli olimpijskich medali (odpowiednio: 0–16 z Francją i 0–10 ze Stanami Zjednoczonymi). Meme Busietta nie strzelił na tym turnieju żadnego gola.